# Castillo de Alcalá la Vieja
El castillo de Alcalá la Vieja está situado en el término municipal de Alcalá de Henares, en la parte oriental de la Comunidad de Madrid (España). Se trata de una fortaleza medieval, levantada por los musulmanes, cuyas primeras referencias datan del siglo X. De la antigua fortificación, sólo se mantienen en pie dos torres defensivas, recientemente restauradas, y restos de algunos torreones y de la muralla, que se encuentran en estado ruinoso.

## Toponimia
El castillo tiene un origen andalusí. Toma su nombre del término árabe Al-Qalat (fortaleza), que, por extensión, se ha aplicado históricamente a la ciudad de Alcalá de Henares, la antigua Complutum romana.
El calificativo de la Vieja hace referencia al estado de abandono en el que la fortificación cayó a partir del siglo XIII.

## Localización

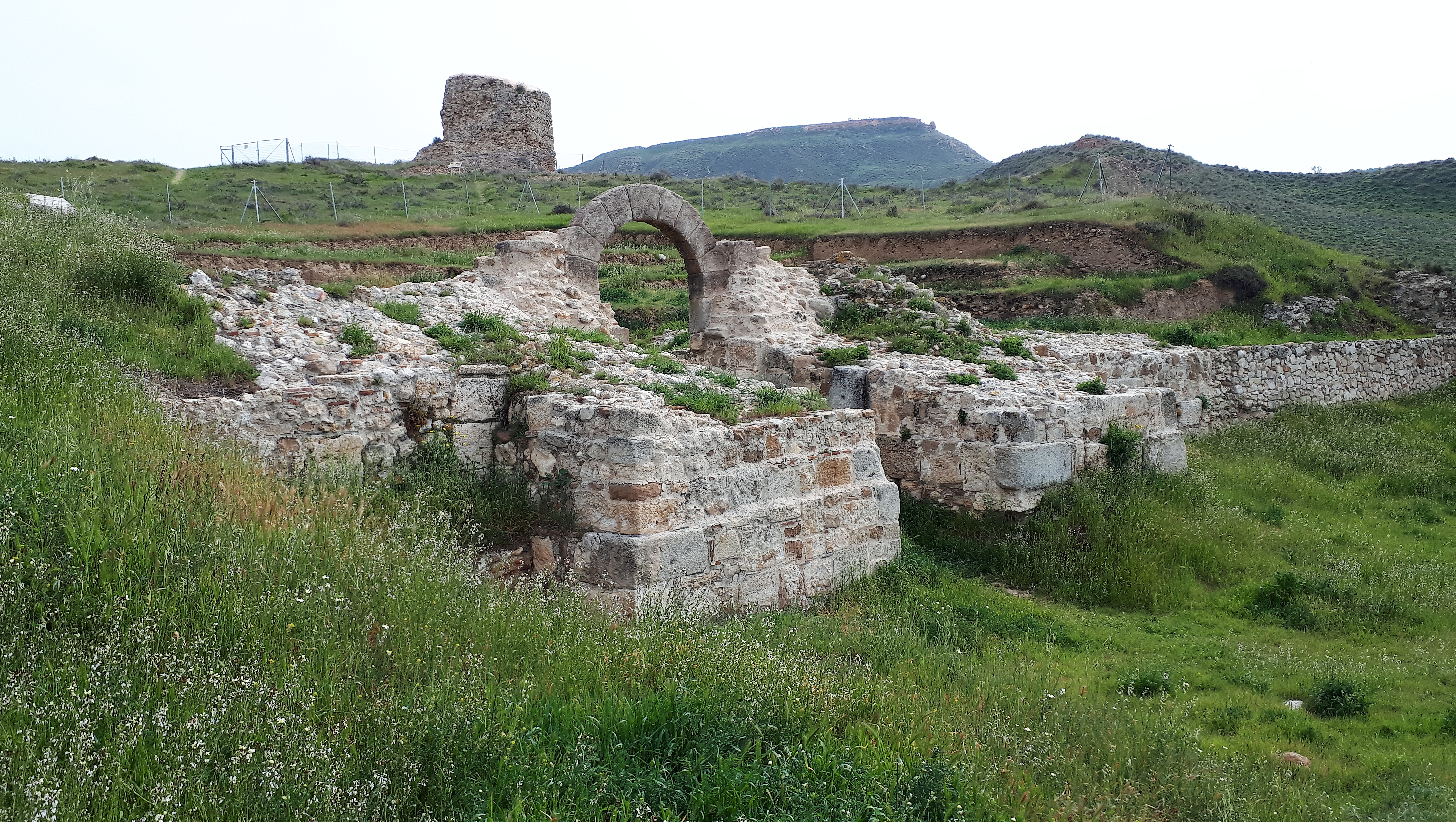
Entrada principal al castillo de Alcalá la Vieja.

El castillo se levanta sobre un promontorio arcilloso conocido como cerro del Castillo, a 630 m s. n. m., situado en la ribera izquierda (sur) del río Henares. Ubicado entre los cerros Ecce Homo (836 m s. n. m.) y Malvecino (698 m s. n. m.), en la Alcarria de Alcalá. En sus proximidades se halla la ermita de Nuestra Señora del Val.

## Historia

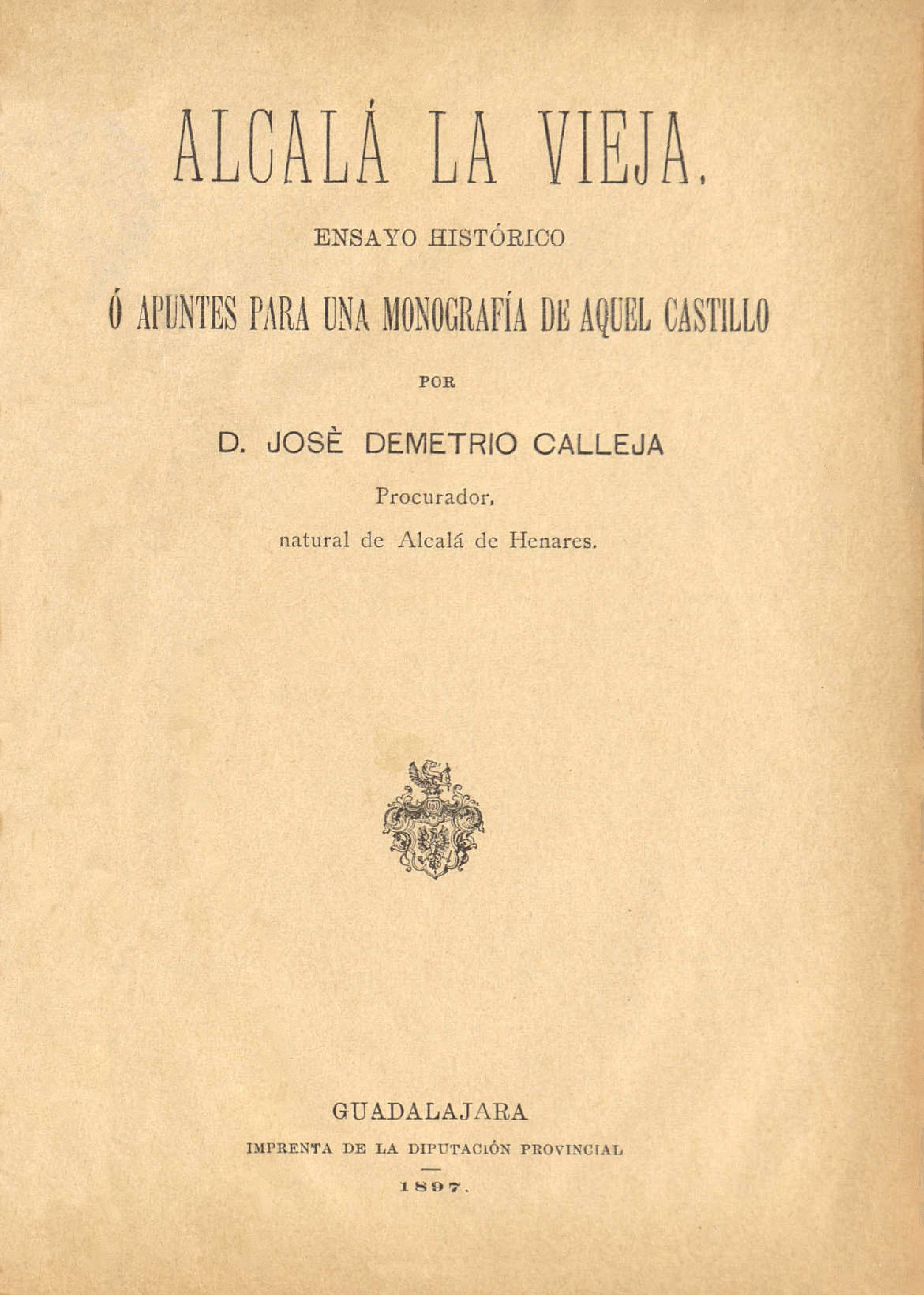
Ensayo histórico de José Demetrio Calleja (1897).

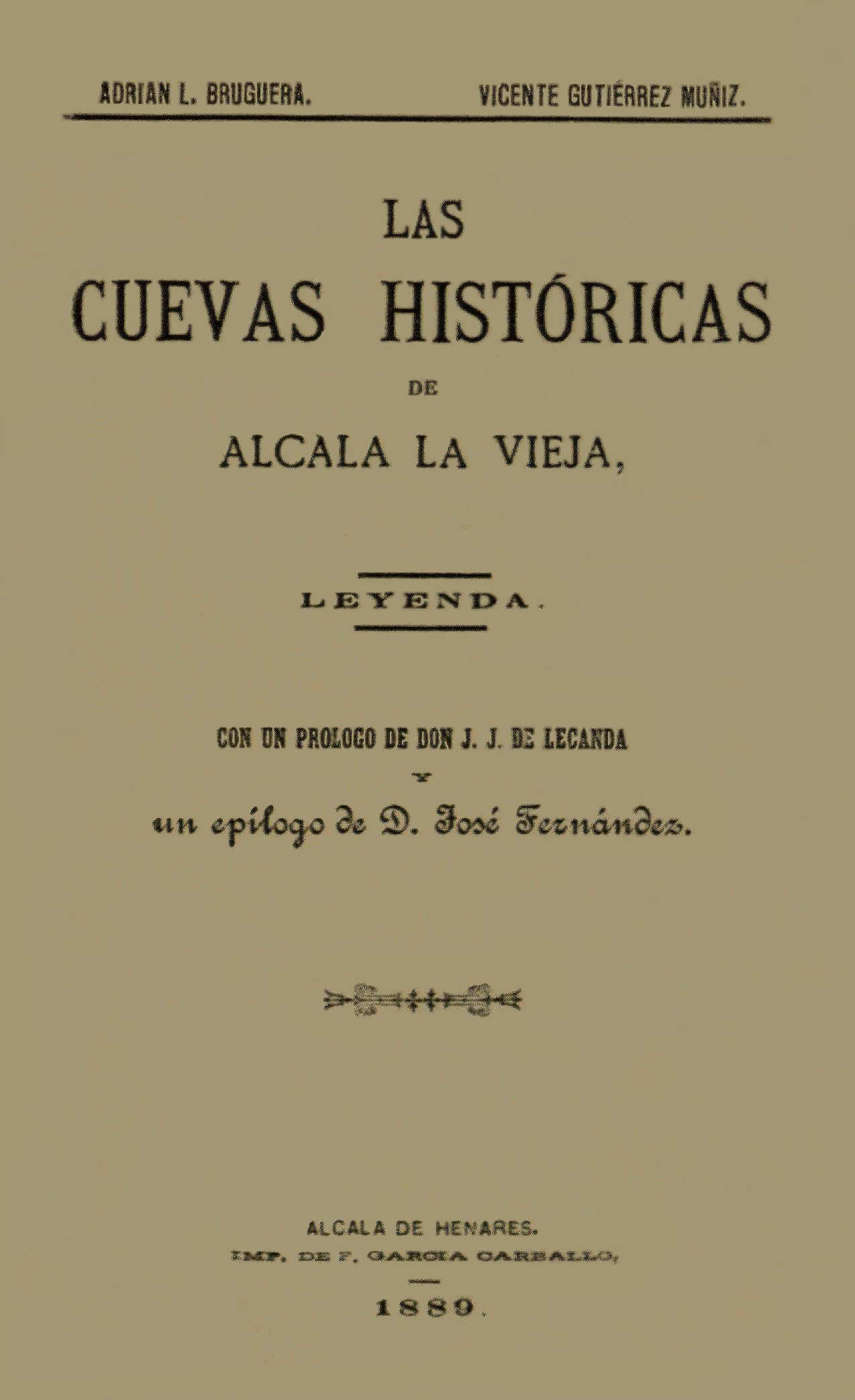
Las cuevas de Alcalá la Vieja (López Bruguera y Gutiérrez Muñiz, 1889).

El castillo de Alcalá la Vieja fue, en un principio, una simple atalaya, que los musulmanes construyeron, a finales del siglo X durante el califato de al-Hakam II, para defender el camino fluvial del Henares, ante el avance de los reinos cristianos por tierras de Al-Ándalus. La primera mención en las fuentes escritas aparece poco después, en el año 1009. La torre-vigía fue erigida en un enclave estratégico, en lo alto de una colina y en la orilla sur del río Henares, que actuaba como frontera natural, controlando la importante vía de comunicación entre Toledo y Zaragoza, lo que motivó su integración dentro del sistema defensivo de la Marca o frontera media de Al-Ándalus.
Alrededor de esta atalaya, fue articulándose un caserío fortificado —conocido como Qal'at 'Abd al-Salam—, que desplazó, hasta dejarlo prácticamente abandonado, al primitivo núcleo urbano de Complutum, fundado por los romanos. Este estaba emplazado al otro lado del río en una zona llana y, por tanto, mostraba un grado de vulnerabilidad mucho mayor ante los posibles ataques, que provenían del norte.
En 1118 Qal'at 'Abd al-Salam fue conquistado por los cristianos, mediante un asedio desde los cerros Malvecino y de  La Veracruz, pasando a manos del archidiócesis de Toledo. Lo que, a su vez, facilitó el regreso de la población al asentamiento urbano del Campo Laudable (en torno al espacio que actualmente ocupa la Catedral-Magistral).
No obstante, la fortaleza levantada por los musulmanes continuó desempeñando un papel relevante durante el proceso de repoblación, que se extendió hasta el siglo XV. Prueba de ello son las reformas emprendidas en el castillo entre los siglos XIV y XV. Las más importantes fueron las impulsadas por Pedro Tenorio, arzobispo de Toledo. De esta época es la torre albarrana que se levanta junto a la entrada principal de la fortaleza, defendida a su vez por dos torres de planta cuadrada.
En los siglos posteriores, la fortaleza fue poco a poco perdiendo importancia, hasta ser abandonada por completo y quedar en ruinas.

## Características
La fortaleza de Alcalá la Vieja ocupó toda la superficie disponible de cerro. Era de planta irregular, con una superficie aproximada de dos hectáreas. Disponía de una línea de muralla jalonada, a intervalos que varían entre los 10 y 35 metros, por torres de planta rectangular. En la actualidad son solamente visibles un tramo de muralla y los restos de nueve torres, de las cuales solamente dos permanecen en pie.
La primera de ellas, es una torre albarrana del siglo XIV separada de la muralla y situada junto al acceso principal del recinto que lo defiende. Construida a base de sillares, ladrillo y cal y canto fue restaurada por el Ministerio de Cultura en 1984. La segunda torre, ubicada en el punto más alto del cerro y parcialmente arrumbada, es de planta rectangular y fue construida a base de sillares de piedra reutilizados y núcleo de cal y canto. El deslizamiento de la ladera del cerro en este punto se llevó, en una fecha indeterminada, la cara exterior de la torre. En su reconstrucción fue utilizado el tapial, que permitió recrecer con rapidez la cara perdida.
Para acceder al interior del castillo por su entrada principal, disponía de una rampa bajo dos arcos de herradura andalusíes, de los cuales solo se conserva la línea de imposta y la primera dovela de granito. También se conservan, en la parte interior del antiguo recinto amurallado, vestigios de tres silos y de un aljibe, de planta rectangular. Este estaba cubierto con una bóveda de cañón, sostenida por diferentes arcos fajones de medio punto.
Al amparo de la fortaleza, tanto en época islámica como cristiana, y ocupando las colinas colindantes separadas por profundos barrancos, surgió un asentamiento estable cuya superficie se estima en 28 ha. Estaba integrado por dos arrabales, que estuvieron habitados hasta el siglo XVI. El primero se situaba por encima de la fortaleza y el otro, mucho más extenso, al otro lado del barranco sobre el que se alzaba el castillo.